# LZP-3
LZP-3 (en rus: ЛЗП-3) és un poble (possiólok) del krai de Primórie, a l'Extrem Orient de Rússia, que en el cens del 2010 tenia 25 habitants.